# Neundorf (Lobenstein)
Neundorf é uma localidade e antigo município da Alemanha localizado no distrito de Saale-Orla, estado de Turíngia.
Pertence ao Verwaltungsgemeinschaft de Saale-Rennsteig. Desde 1 de janeiro de 2019, forma parte do município de Rosenthal am Rennsteig.